# Neupotz
Neupotz település Németországban, Rajna-vidék-Pfalz tartományban. Lakosainak száma 1882 fő (2023. december 31.). Neupotz Jockgrim és Rheinzabern községekkel határos.

## Népesség
A település népességének változása:
| Lakosok száma | 1513 | 1928 | 1892 | 1893 | 1911 | 1882 |
|               | 1975 | 2017 | 2019 | 2021 | 2022 | 2023 |